# سوردات
السوردات هيَ بتروصورات صغيرة عاشت خلال العصر الجوراسي المتأخر أثناء الحقبة الوسطى.

## التسمية
أطلق على هذا الجنس اسم «السوردات» عالم الإحاثة الروسيّ «ألكساندر جريجوفيتش شاروف» في عام 1970. يُعد النوع الرئيسي لهذا الجنس هو «سوردز بيلوسس». ويَعني اسم الجنس (سوردز) في اللغة اللاتينية «القذارة» أو «الجُفاء»، وذلك نسبة إلى الأرواح الشريرة المُنتشرة في الفلكلورات المحلية. أما اسم النوع (بيلوسس) فيَعني في اللاتينية «الأشعر». ومع أن صيغة اسم «سوردز» اللاتينية مؤنثة، إلا أن لاحقته المُذكرة «بيلوسس» لم تُصحح بَعد حسب قواعد اللغة لتُصبح مؤنثة بـ«بيلوسا».

## الاكتشاف والدراسة
وُجود جنس السوردات مبنيّ على عينة النوع الكامل "PIN 2585/3"، وقد كانت تتألف هذه العينة من هيكل عظمي مُكتمل نسبياً. كان قد عُثرَ على العينة خلال سبعينيات القرن العشرين في التلال السفحية لكاراتاو في كازخستان،[بحاجة لمصدر] حيث اكتشفها الإحاثي أ. ج. شاروف عام 1971م. تظهر هذه الأحفورة بقايا للأجزاء اللينة من الجسم، مثل الأغشية والشعر، وقد كان هذا أول برهان قاطع على البتروصورات كانت تملك طبقة من الفرو على أجسادها. وقد ساعدت هذه العينة أيضاً على التحقق من أن هذه الزواحف تنتمي إلى ذوات الدم البارد، وأظهرت الطريقة الانسيابية التي كانت تطير بها السوردات. يُوجد زغب شبيه بالريش عند السوردات يَبلغ طوله نصف سنتيمتر يُغطي أجسادها، أما أجنحتها وذيلها فلم يَكونا مُغطيين بالشعر. لكن مع هذا فقد احتج الإحاثي «ديفيد أنوين» في التسعينيات على هذا بأن كلا النوعين ليسا شعراً أساساً بل ألياف مقوية لغشاء الجناح. وبالرغم من ذلك، فقد أكد ديفيد نفسه لاحقاً أن «شعراً» على شكل فرو كان مَوجوداً بالفعل على الجسد بعد العُثور على عينات جديدة تظهر ذلك بوُضوح.
عُثرَ لاحقاً على عينة أخرى اعتبرت شبه نوع، وقد سُميت بـ"PIN 2470/1"، ومُجدداً كان الهيكل العظمي متوسط الاكتمال. وبحلول عام 2003 كانت قد اكتشفت 6 عينات أخرى لسوردات.
تملك السوردات عرض جناحين يَبلغ 0.63 متر، وأجنحتها قصيرة نسبياً. أما رؤوسها فهيَ نحيلة وليست دائرية، وهيَ طويلة قليلاً بطول بلغ حوالي 8 سنتيمترات، وفكوكها ذات حواف مُستدقة. توجد فجوات كبيرة بين أسنان السوردات،[بحاجة لمصدر] وأسنانها عموماً صغيرة ومَائلة، مما يَدل على أن غذاءها كان يَتألف من البرمائيات. كانت رقاب هذه البتروصورات قَصيرة وذيولها طويلة حيث بلغ طولها أكثر من نصف كامل طول السورد (مع احتساب الذيل نفسه)، وقد كانت تنتهي بانتفاخ عريض قليلاً عند طرف الذيل. على عكس العديد من البتروصورات فالسوردات لا تملك أعرافاً على رؤوسها. يَتصل غشاء الجناح عند السوردات - حسب بعض الإحاثيين - بالساقين وبالغشاء الذي بينهما.

## التصنيف
تصنف السوردات ضمن فصيلة الرامفورينيات، وهي واحدة من أقدم فصائل البتروصورات، حيث أنها تطورت في العصر الترياسي المتأخر واستمر وُجودها حتى الجوراسي المتأخر. حسب بعض العلماء فالسوردات تنتمي ضمن الرامفورينيات إلى صنف فرعي هو "السكابوغناثيات"، لكن مع هذا فإن باحثين آخرين أعدوا تحاليلاً تفريعية أظهرت أن السوردات كانت في الواقع أقدم بكثير وأخفض في شجرة البتروصورات التطورية مما كان يُعتقد فضلاً عن أنها غير رامفورينية.